# BMW
Bayerische Motoren Werke AG (skraćeno BMW) njemački je proizvođač automobila, motorkotača i bicikala sa sjedištem u Münchenu.
Tvrtku je 7. ožujka 1916. u Münchenu osnovao Karl Friedrich Rapp kao Bayerische Flugzeugwerke (BFW) (Bavarska tvornica aviona), koja je 21. srpnja 1917. godine preimenovana u Bayerische Motoren Werke (BMW GmbH) (Bavarska tvornica motora), da bi dva mjeseca prije kraja Prvog svjetskog rata postala dioničko društvo. 
Tvrtka u svojem vlasništvu ima i britanske tvrtke MINI (od 1994. godine, kupnjom tvrtke British Rover Group) i Rolls-Royce Motor Cars (od 1998. godine).
Godine 2000. uprava tvrtke je odlučila prodati robne marke Rover i MG za iznos od 10 britanskih funta[nedostaje izvor]. Land Rover prodan je ubrzo nakon toga, ali je BMW donio odluku da zadrži robnu marku MINI.
Moto kompanije na engleskom jeziku je "The Ultimate Driving Machine", dok je izvorni njemački slogan "Freude am Fahren" (užitak u vožnji). 
Jedan od trojice ljudi zaslužnih za osnivanje tvrtke i prvi generalni direktor (1922. do 1942.) bio je Franz Josef Popp.
Današnji predsjednik i glavni izvršni direktor je Oliver Zipse.

## BMW i
BMW je 2011. godine službeno predstavio podmarku "BMW i" koja će proizvoditi automobile niske emisije štetnih plinova.

## Dizajnerski izričaj
BMW je poznat po svojim duplim "bubrezima" na prednjoj masci koji su u početku bili uski a u modernim automobilima široki, zatim je tu Hofmeister kink - poznati završetak stražnjeg prozora na C dijelu karoserije prvi put prikazan 1961. godine na BMW 3200 CS modelu. Straga su poznata svjetla u obliku slova L. Dizajn u unutrašnjosti je poznat po kokpitu usmjerenom prema vozaču koji je debitirao na prvoj generaciji serije 5, i danas ga BMW naziva : "BMW's traditional driver-oriented cockpit".
- Hofmeister kink na BMW serije 3
- Uski "Bubrezi" na BMW 303 modelu
- Uski "Bubrezi" na prvoj generaciji BMW serije 7
- Široki "Bubrezi" na novoj generaciji BMW serije 7
- BMW-ov kokpit okrenut vozaču u BMW serije 5

## Mjesta proizvodnje

### Njemačka
- München
- Berlin
- Dingolfing
- Landshut
- Regensburg
- Wackersdorf
- Eisenach
- Leipzig

### Južna Afrika
- Rossslyn

### Austrija
- Steyr

### Engleska
- Hams Hall
- Swindon
- Oxford

### SAD
- Spartanburg

### Kina
- Shenyang

## Aktualni modeli
- Serija 1
- Serija 2
- Serija 3
- BMW serije 4
- Serija 5
- Serija 5 Gran Turismo
- Serija 6
- Serija 7
- BMW serije 8
- X1
- X2
- X3
- X4
- X5
- X6
- BMW X7
- Z4
- M

## Prethodni modeli
- BMW M1
- BMW Z1
- BMW Z3
- BMW Z8
- BMW 507
- BMW 635CSi

## Koncepti
BMW koncepti osim dizajna donose mnoga revolucionarna tehnološka rješenja poput iDrive sustava i drugih.

## Motori
BMW je poznat po svojim rednim 6 motorima, do 2006. godine BMW je pretežno radio atmosferske motore no zbog ekoloških normi i potrošnje sve više prelazi na turbo motore. Zanimljivo je da je BMW od osnutka napravio samo 1 V10 motor.

## BMW motorsport
BMW je sudjelovao i sudjeluje u raznim motorsport natjecanjima. Prije Drugog svjetskog rata BMW-ovi motorkotači su bili uspješni u Isle of Man TT natjecanju. BMW je sudjelovao i u Formuli 1, Formuli 2, raznim auto utrkama. Trenutno je BMW aktivan u sljedećim natjecanjima: ALMS, WTCC, raznim 24 sata natjecanjima, Superbike svjetsko prvenstvo a 2012. godine BMW će se vratiti u Deutsche Tourenwagen Masters. BMW M6 se natjecao u Rolex Sports Car Series natjecanju.
AUTOMOBILI
BMW M3 GT se natječe u ALMS natjecanju, teži 1245 kg a 4 litreni V8 motor jednak standardnome BMW M3 modelu razvija 500 ks, crvena linija je na 8750 okretaja u minuti.

BMW Z4 GT3 je predstavljen u ožujku 2010. godine i sudjeluje u raznim natjecanjima. Teži oko 1200 kilograma, motor je preuzet iz BMW M3 GTS modela, V8 4,4 litre razvija oko 500 ks. Cijena ovog automobila je 298.000 eura bez poreza.

BMW M3 GT4 je trkaća inačica serijskog M3, trkaća inačica teži 1430 kg, razvija oko 420 ks, mjenjač je ručni s 6 stupnjeva preuzet iz serijskog modela. Cijena ovog automobila je 123.500 eura bez poreza.

BMW 320 TC se natječe u WTCC natjecanju od 2006. godine. Posljednja inačica koja je konstruktirana za Super2000 pravila natjecanja ima 1,6 litreni redni 4 motor s direktnim ubrizgavanjem. Mjenjač je sekvencijalni s 6 stupnjeva, kojem se može mijenjati prijenosni omjer ovisno o stazi. Snaga motora je 310 ks a okretni moment iznosi 420 Nm. Težina je 1170 kg a kapacitet spremnika goriva je oko 45 litara što je dvostruko manje u odnosu na gore navedene modele kojima je spremnik oko 100 litara.
MOTORI
S1000RR motor je BMW Motorrad ekskluzivno napravio za Superbike natjecanje. Predstavljen je 2008. godine a od 2009. godine je na tržištu zbog homologacije. Redni 4 motor od 999 kubičnih centimetara ima 193 ks a cijeli motor teži 183 kilograma.

BMW je napravio 1 primjerak S1000RR modela olakšanog karbonskim vlakima a snagu motora su tuniranjem ispuha povećali na 210 ks.
Trenutno BMW opskrbljuje Moto GP natjecanje sa safety car automobilima.

BMW X1

X1 je liječnički auto, pokreće ga redni 6 benzinski motor obujma 3 litre s 258 ks, do 100 km/h stiže za 6,8 sekundi.

BMW 5 Gran Turismo

5 GT je safety car u 550i inačici što znači da ga pokreće 4,4 litreni twin-turbo V8 s 407 ks. Do 100 km/h stiže za 5,5 sekundi.
.

BMW M5 Touring

M5 karavan je izabran zbog velikog prtljažnika i maksimalnog opterećenja prikolice od 1800 kg. Cijeli auto je jednak serijskome, odnosno V10 obujma 5 litara snage 507 ks je "ispod haube" a do 100 km/h poput serijskog stiže za 4,8 sekundi.

BMW M3 Sedan

Limuzinska inačica M3 također je u BMW safety cars modelima, 4,9 sekundi do 100 km/h omogućuje 4 L V8 420 ks motor.

BMW M6 Coupe

M6 u limitiranom Competition Edition izdanju se u Moto GP natjecanju koristi od 2005. godine. Razlika od standardnog M6 je modificirana šasija, double-spoke 167 M felge i maksimalna brzina preko 300 km/h. Motor je standardni 5 L V10 s 507 ks.

BMW X6M

X6 M je predstavljen 2007. godine u Moto GP natjecanju, prije svog službenog komercijalnog predstavljanja. Motor je jednak standardnom X6 M, V8 4,4 litre s 555 ks. Maksimalna brzina je 275 km/h a ubrzanje do 100 km/h je 4,7 s.

## BMW-ovo groblje
Jako zanimljiva stvar u svijetu BMW-a jest groblje. Radi se o mjestu zatvorenome za javnost gdje se otpremaju modeli koji nisu doživjeli serijsku proizvodnju.

Jedna od najvećih tajni je BMW M8 model, jedni fanatici su vjerovali da je proizveden 1 prototip koji se čuva u groblju što se pokazalo istinitim, dok su drugi bili sigurni da M8 nikad nije postojao. Skoro 20 godina nakon što je M8 skriven od javnosti BMW ga je predstavio u svome muzeju. Motor je V12, nastao je iz M70 motora, obujam i snaga nisu objavljeni. Ono što je poznato jest ručni mjenjač sa 6 stupnjeva prijenosa, stražnji pogon, olakšan je cijeli automobil, kotači su 17 inčni, straga dimenzija 285/40 ZR17.

Krajem 2010. godine BMW je javnosti predstavio još jednu tajnu, M5 E34 model u kabriolet inačici, zbog mogućeg pada prodaje serije 3 kabriolet, M5 u kabriolet izdanju nikad nije dospio na tržište. 1998. godine je došao novi E39 M5, s obzirom na to da je prošla generacija imala karavansku inačicu svi su očekivali jednaku stvar i s E39 modelom. No BMW nikad nije serijski proizveo karavan M5 E39 zbog tržišta.

Ostali modeli na groblju su BMW serije 3 E36 kompakt u M inačici predstavljen 1995. godine u Frankfurtu. Motor i ostale tehničke stvari su jednake serijskim modelima, proizveden je jedan primjerak

BMW je 1987. godine počeo tajni projekt, motor iz 750i/Li modela su nadogradili na 16 cilindara, serija 7 koju su imali na raspolaganju je bila zlatne boje i projekt je nazvan Goldfish. Baziran na M70 V12 motoru i obujma 6,7 litara razvijao je snagu od 408 ks. Mjenjač je ručni 6 brzinski iz serije 8. 0–100 km/h je trajalo 6 sekundi a maksimalna brzina je preko 280 km/h. S obzirom na sigurnosne mjere, potrošnju te vremena i novca potrebnog za serijsku proizvodnju V16 nikad nije zaživio. Seriju 7 s V16 motorom novinari su nazvali BMW-ov 767.

## Vanjske poveznice
- BMW Hrvatska
- BMW-Hrvatska.com  Arhivirana inačica izvorne stranice od 23. travnja 2017. (Wayback Machine)
- BMW Klub Hrvatska  Arhivirana inačica izvorne stranice od 25. rujna 2015. (Wayback Machine)
- BMW Njemačka (njem.)
- BMW Internacionalna web prezentacija
- BMW Bicikli[neaktivna poveznica] (njem.)
- MINI Njemačka (njem.)
- MINI Internacionalna web prezentacija
- Rolls-Royce oficijelna web prezentacija (engl.)